# Lulworthia fucicola
Lulworthia fucicola är en svampart som beskrevs av G.K. Sutherl. 1916. Lulworthia fucicola ingår i släktet Lulworthia och familjen Lulworthiaceae.  Artens status i Sverige är: Ej påträffad. Inga underarter finns listade i Catalogue of Life.